# Festival de Cinema de Arapiraca
O  Festival de Cinema de Arapiraca é um Festival de cinema brasileiro realizado anualmente desde 2022, na cidade de Arapiraca, em Alagoas. O evento é uma realização da Prefeitura de Arapiraca, do Governo de Alagoas e do Projeto Navi (Núcleo do Audiovisual de Arapiraca), por meio da AAMA  (Associação dos Artistas de Massaranduba), produzido pela Arte Camaleão em parceria com  a Filmes de Bananola.

## O Troféu
O Troféu foi elaborado pelo arapiraquense Albério Carvalho, faz referencia ao povo do agreste alagoano e busca simbolos na cultura fumagera que faz parte da cultura da região.

## Categorias

### Mostra Navi
- Melhor montagem
- Melhor direção de arte
- Melhor roteiro
- Melhor som
- Melhor fotografia
- Melhor interpretação
- Melhor direção:
- Melhor filme
- Melhor filme - Júri Popular

### Mostra Nordeste
- Melhor Filme – Júri oficial
- Melhor montagem
- Melhor direção de arte
- Melhor roteiro
- Melhor som
- Melhor fotografia
- Melhor interpretação
- Melhor direção

### Mostra Brasil
- Melhor filme – Júri oficial
- Melhor filme – Júri popular
- Melhor montagem:
- Melhor direção de arte
- Melhor roteiro
- Melhor som
- Melhor fotografia
- Melhor interpretação
- Melhor direção